# Francesco Fasolo
Francesco Fasolo (1462 – Venezia, 18 gennaio 1517) è stato un avvocato e funzionario italiano, cancellier grande della Repubblica di Venezia dal 1511 alla morte.

## Biografia

### Origini e formazione
Nacque a Venezia o forse a Chioggia dove il padre, Andrea, ricoprì la carica di cancellier grande. La madre potrebbe essere identificata con una Maria Businello vedova di Andrea Fasolo che fece testamento nel 1502 a favore dei figli Alvise e Francesco.
La nobile famiglia veneziana Fasolo proprio in quel periodo stava attraversando un periodo di grande prestigio: oltre al padre, che svolse una ragguardevole carriera di funzionario, va citato lo zio Angelo il quale, entrato nelle grazie di Pio II e Paolo II, fu nominato vescovo di Feltre nel 1465.
Mancano notizie sulla sua giovinezza. Le fonti lo citano a partire dal 1484 quando, a Padova, presenziò a un dottorato in diritto civile (nell'atto è indicato come scolaris). Effettivamente studiò quella materia all'università patavina e ne uscì laureato il 13 agosto 1491 a quasi trent'anni. Questo ritardo nel conseguimento del titolo si spiegherebbe con un'iniziale propensione per gli studi letterali, e non a caso Giovan Battista Ramusio ricorda come nell'ateneo apprese anche le «ceteras libero homine dignas artes magno ardore».

### L'avvocatura
Tornato a Venezia, vi svolse con successo la professione di avvocato, tanto che Aldo Manuzio, in un'epistola indirizzatagli nel 1513, lo definì "re del foro". Sempre secondo Ramusio, il Fasolo fu il primo ad abbandonare sofismi e cavilli preferendo un'oratoria in cui la competenza della materia si coniugava con la dignità e l'eleganza espresse dall'eloquio e dalla gestualità.
Queste indiscusse capacità lo misero in luce anche negli ambienti del patriziato, nelle cui mani si concentrava il potere della Serenissima. Nel 1499 il governo lo inviò a Castelbaldo con Domenico Baffo (all'epoca era avvocato fiscale). Nel 1500 difese vittoriosamente Giovanni Badoer che, da poco rientrato da un'ambasceria nel Regno di Spagna, gli era stata intentata una causa per motivi non molto chiari. Tre anni dopo il Consiglio dei dieci lo prese al suo servizio con un salario di cento ducati annui.
Scaduto il primo anno di incarico non fu riconfermato, ma il suo prestigio non era diminuito: nel 1504 difese la famiglia Trevisan in una vertenza che li opponeva ai Gradenigo attorno al giuspatronato sull'abbazia di San Cipriano di Murano. Il processo si concluse a favore dei Trevisan, tuttavia sembra che nel periodo successivo (1504-1509) non gli siano state affidate altre cause rilevanti.
Era frattanto scoppiata la guerra della Lega di Cambrai che, soprattutto dopo la battaglia di Agnadello, aveva messo in ginocchio la Repubblica. Nell'estate 1509 Padova fu assediata e occupata dagli imperiali, anche se poco dopo era tornata sotto il controllo veneziano. La situazione precaria, tuttavia, dovette scoraggiare lo stesso ceto dirigente tanto che Pietro Balbi, eletto podestà della città, rimase a Venezia adducendo problemi di salute; chiese quindi al Fasolo di sostituirlo in qualità di vicario, ma questi rifiutò la proposta. Questo evento, certamente, non giovò al suo prestigio ma, come annotò Marin Sanudo non si trattava di un caso isolato.
Nel dicembre 1509 Venezia aveva subito un'ulteriore sconfitta a Polesella e dell'accaduto fu ritenuto responsabile Angelo Trevisan, capitano generale da Mar e comandante della flotta sul Po. Tradotto a Venezia per essere processato, Fasolo ne assunse la difesa, rispondendo all'accusa formulata dall'avogador di Comun Alvise Gradenigo. Il processo si concluse il 2 marzo 1510 con la condanna del Trevisan, ma fu comunque un buon risultato per l'avvocato perché la pena inflitta fu relativamente lieve: tre anni di confino a Portogruaro.

### Il cancellierato
Il 12 dicembre 1510, morto Giovanni Dedo, il Fasolo fu tra i tanti ad aspirare alla successione nella prestigiosa carica di cancellier grande. Alle elezioni del 22 dicembre, però, non riuscì a battere il favoritissimo Alvise Dardani; ma questi, ormai in età avanzata e ammalato, morì il 16 marzo successivo senza aver avuto il tempo di prendere possesso della carica. Alle elezioni del 23 marzo, come prevedibile, la scelta cadde sul Fasolo.
Come nota il Sanudo, in realtà, la vittoria fu dovuta soprattutto al sostegno del ceto popolare, mentre il patriziato era più orientato verso Gian Giacomo Michieli o Gaspare Dalla Vedova, segretari del Consiglio dei dieci. Questo aspetto riflette il clima di sfiducia verso il ceto dirigente che non era riuscito ad evitare la guerra della Lega di Cambrai.
Tra i suoi primi provvedimenti, la stesura di un regolamento per evitare gli ormai consueti «errores et disordines» che si verificavano in Cancelleria. A questo zelo per il buon funzionamento dell'istituzione si aggiungeva però la pretesa di benefici personali: dopo aver ottenuto che gli fosse pagato uno stipendio pari a quello del predecessore, supplicò il Consiglio dei dieci perché fosse ripristinata l'antica consuetudine di concedere benefici ai cancellieri, sottolineando il prestigio della sua famiglia, il proprio impegno al servizio dello Stato e le difficoltà dovute al mantenimento della famiglia del fratello, defunto qualche anno prima. La richiesta fu accolta e nei Diarii il Sanudo non nascose il suo stupore per la consistenza del beneficio.
Nel gennaio 1513 e nel giugno 1515 pronunciò in Maggior Consiglio dei discorsi per invitare i debitori dello Stato di saldare quanto dovuto per non compromettere i finanziamenti militari. Nel maggio 1514 promosse un regolamento attorno l'esercizio del notariato a Venezia. Nel gennaio 1515 venne approvata una legge, di cui fu principale relatore, per cui un bandito che ne uccideva un altro veniva graziato dall'esilio. L'anno dopo redasse la "parte" con cui Andrea Navagero veniva nominato custode della Libreria Nicena e storico ufficiale della Serenissima.
Ammalatosi all'inizio del gennaio 1517, le sue condizioni si aggravarono rapidamente e morì la sera del 18 gennaio. Non era ancora spirato che erano già cominciati i maneggi per la sua successione.
Il suo testamento non ci è pervenuto ma di certo, essendo celibe e senza figli, lasciò i suoi beni ai nipoti (due femmine e tre maschi). Uno dei nipoti gli procurò anche qualche guaio: aveva rubato e rivenduto due codici del Bessarione conservati alla Biblioteca Marciana; il furto venne allo scoperto quando pervennero nelle mani di Marco Musuro, il quale si guadagnò l'inimicizia del Fasolo.
Secondo alcune fonti aveva scritto diverse opere giuridiche, di cui però non resta traccia.